# Nico Tack
Gerrit Nicolaas (Nico) Tack (Noordwijk, 23 september 1918 - Dordrecht, 28 maart 2007) was een Nederlands militair.

## Tweede Wereldoorlog
Tack ging in 1937 naar de KMA in Breda, als cadet bestemd voor het Wapen der Infanterie.

### Mei 1940
Toen de Tweede Wereldoorlog uitbrak in mei 1940 was cadet-Vaandrig Nico Tack commandant van de 3e sectie van 3-III-13 RI. 13 RI was onderdeel van de 5e Divisie van III LegerkorpsLk in Noord-Brabant. III-13 RI was actief in de sector Geertruidenberg-Keizersveer-Biesbosch van het Zuidfront van de vesting Holland. 2 Secties van de 3e compagnie waaronder die van Tack raakten op 11 mei bij een zuiveringsactie in het zuidwesten van de Biesbosch in gevecht met een groep Duitse parachutisten wier Ju 52 transportvliegtuig daar een noodlanding had gemaakt. Eén Duitser sneuvelde, en de overige werden door Tack en zijn sectie gevangengenomen.

### Bezettingsjaren
In mei 1942 moesten alle beroepsofficieren, cadetten en adelborsten zich melden “voor controle” op een 5-tal kazernes (Assen, Breda, Bussum, Ede en Roermond) en werden toen alsnog in krijgsgevangenschap gevoerd. Reden was, dat veel van hen werkzaam waren in het verzet of Engeland probeerden te bereiken. Tack meldde zich op 15 mei 1942 in Bussum. Tot het eind van de oorlog verbleef hij in verschillende krijgsgevangenkampen: OflagXIII-B Langwasser, Stalag 371 Stanislau en Oflag 67 Neu-Brandenburg.

## Nederlands-Indië
Na de oorlog bleef Tack in het leger en werd uitgezonden naar Nederlands-Indië, waar hij in september 1949 in Palembang deel uitmaakte van de plaatselijke Gemengde Commissie ter uitvoering van de order de vijandelijkheden te staken.

## Korea
Op 27 september 1950 vertrok kapitein Tack met kapitein Jan Linzel met het vliegtuig naar Korea waar vier maanden eerder de Koreaanse Oorlog was uitgebroken. Zij waren de kwartiermakers voor het NDVN dat op 26 oktober 1950 vertrok vanuit Rotterdam.  Tack was het hoofd van de Sectie 3 (Operaties) van het NDVN bataljon dat bestond uit 631 militairen, vrijwilligers voornamelijk afkomstig van het Regiment Speciale Troepen en het Korps Commandotroepen. Het NDVN stond onder leiding van luitenant-kolonel M.P.A. den Ouden, die later de Militaire Willems-Orde zou krijgen. Bij aankomst bleek dat de Chinezen een tegenoffensief waren begonnen. Het NDVN werd ingedeeld bij 38 U.S. Infantry Regiment “Rock of the Marne” van 2 US Infantry Division “Indianhead”, en vertrok eind december 1950 naar het front. Ze werd ingezet om de Amerikaanse terugtocht te dekken, en werd op 2 januari 1951 verplaatst naar Hoeng-song. Daar raakte Tack op 12 februari 1951 tijdens de Nacht van Hoeng-song gewond. Overste Den Ouden sneuvelde, evenals zestien anderen.

## Latere carrière
Begin jaren ‘50 was Tack als kapitein compagniescommandant op de onderofficiersschool (de latere KMS) in Weert.
Vervolgens werd hoofd van de Generalestafsectie 1 (G1 - Personeel) bij de 5e Divisie en hoofd van de Generalestafsectie 2 (G2 - Inlichtingen) bij de 1e Divisie.
Begin jaren ‘60 was hij als luitenant-kolonel adjudant van koningin Juliana. tot oktober 1965
Daarna werd hij commandant van het 42 Pantserinfanteriebataljon Limburgse Jagers in Seedorf (West-Duitsland), waarmee hij het 4e Divisie Fanion 1966 won, de prijs voor het onderdeel dat zich dat jaar het meest verdienstelijk toonde in de divisie.
Hierna werd Tack militair attaché bij de Nederlandse ambassade in Washington.
Vervolgens werd Tack als kolonel nog Chef staf bij de Territoriaal Bevelhebber Zuid, en ten slotte werd hij in 1972 (waarnemend) Territoriaal Bevelhebber Zuid (Zeeland, Brabant en Limburg), en bevorderd tot generaal-majoor (titulair).
Na zijn actieve loopbaan was hij een van de oprichters en tevens voorzitter van de Vereniging Oud Korea-Strijders (VOKS).

## Carrière
| Insigne | Rang                       | Datum                       |
| ------- | -------------------------- | --------------------------- |
|         | cadet-vaandrig             | <mei 1940                   |
|         | reserve-tweede luitenant   | 15 juli 1940                |
|         | eerste luitenant           | 20-09-1947                  |
|         | kapitein                   | 05-02-1949                  |
|         | majoor (tijdelijk)         | 10 augustus 1951-< 6-8-1952 |
|         | majoor                     | 01-07-1956                  |
|         | luitenant-kolonel          | 01-11-1961                  |
|         | kolonel                    | 01-11-1967                  |
|         | generaal-majoor (titulair) | [ 1 ]                       |

## Decoraties
Officier in de Huisorde van Oranje

 Bronzen Kruis K.B. no. 23 van 9 mei 1951

 Oorlogsherinneringskruis met 1 gesp (“Nederland mei 1940”)

 Ereteken voor Orde en Vrede met 3 gespen 

 Kruis voor Recht en Vrijheid met gesp

 Onderscheidingsteken voor Langdurige Dienst als officier met jaarteken XXXV

 Huwelijksmedaille 1966 (Beatrix en Claus)

 Inhuldigingsmedaille 1980 (Beatrix)

 TMPT Kruis (KNVRO)

 Koreamedaille van de Verenigde Naties (VN)

 Insignia de la Orden Mexicana del Águila Azteca (Officier in de Orde van de Azteekse Adelaar) (Mexico) 

 Ridder 1. Klasse av Den Kongelige Norske St. Olavs Orden (Ridder der 1e klasse in de Orde van Sint-Olaf ) (Noorwegen)

 Silver Star (VS), uitgereikt in Korea op 10 augustus 1951 

 Bronze Star (VS), verlof verleend tot aannemen en dragen bij KB no. 36 van 13 sept. 1952 

 충무무공훈장 (실버 스타) (mugonghunjang Chungmu (silbeo seuta)), Orde van Militaire Verdienste IIIe klasse - Chungmu met zilveren ster (Korea)

 사변종군기장 (sabyeonjong-gungijang) (Koreaanse Oorlogsmedaille) (Zuid-Korea)

 Onderscheidingsteken Hogere Militaire Vorming (HMV) ('Gouden zon‘)

 Draaginsigne Gewonden

 Combat Infantryman Badge (VS)

- Nestel Adjudant in Buitengewone Dienst van HM Koningin Juliana[1]

Naast individuele onderscheidingen was Tack gerechtigd de volgende onderdeelsonderscheidingen te dragen:

 Distinguished Unit Citation (VS)

 대통령 부대 표창 (daetonglyeong budae pyochang) (nl: Koreaanse Presidentiële Onderdeelsonderscheiding) (Zuid-Korea)